# Château de Jossigny
Le château de Jossigny est un château de style rocaille du XVIIIe siècle, situé à Jossigny, dans le département français de Seine-et-Marne, réalisation emblématique de l'architecte du roi Jacques Hardouin-Mansart de Sagonne.

## Historique
Le château de Jossigny fut édifié en 1753 pour Claude-François Leconte des Graviers, conseiller à la Ve chambre des Enquêtes du Parlement de Paris, par Jacques Hardouin-Mansart de Sagonne (°1711 – †1778), dernier de l’illustre dynastie des Mansart. Situé à 32 kilomètres à l’est de Paris et à 6 kilomètres au sud de Lagny-sur-Marne, il constitue l’un des plus parfaits exemples d’application du traité de Charles-Étienne Briseux, L’art de bâtir des maisons de campagne, publié à Paris en 1743. Il constitue en même temps un précieux témoignage de l’architecture d’une maison rocaille du milieu du XVIIIe siècle dans tout ce qu’elle a de plus charmant et de pittoresque. Outre son architecte, Jossigny figure parmi les réalisations récemment identifiées du grand ornemaniste rocaille Nicolas Pineau (°1684 – †1754).
La terre de Jossigny appartînt au Moyen Âge à Cyprien de Freil, bourgeois de Lagny-sur-Marne. Le 4 novembre 1359, il revendit la terre à Pierre d’Orgemont, conseiller du roi. La famille d’Orgemont conserva Jossigny jusqu’à sa cession, le 25 juin 1574, à Jacques Robert, bourgeois de Paris. Par le jeu des alliances, Jossigny demeurera désormais dans la même famille jusqu’au décès du baron Guy de Roig en 1975. Elle entra, à la fin du XVIe siècle, dans le giron d’une importante famille de la noblesse de robe parisienne, les Bragelongue, par le mariage de Barbe Robert, fille de Jacques, avec Jacques de Bragelongue, conseiller du roi et maître ordinaire de sa chambre des comptes. Jossigny passa au début du XVIIIe entre les mains d’une autre famille de robe parisienne, non moins honorable, mais plus modeste, les Leconte des Graviers, par le mariage d’Anne-Françoise de Bragelongue avec Augustin Leconte, seigneur des Graviers, conseiller du roi à la cour des aides, le 25 février 1704. À la mort d’Anne-Françoise en 1734, le domaine de Jossigny revint à leur fils aîné, Claude-François, tandis qu’Augustin en conserva l’usufruit jusqu’à sa mort[réf. nécessaire] à Paris, en mars 1752. C’est précisément à ce moment que fut envisagé la reconstruction du château du XVIIe siècle.
Il apparait en effet que c’est dans les années 1752-1753 et suivantes, et non en 1743, date à laquelle on situe généralement, par confusion, la reconstruction, que les opportunités financières se situent. Claude-François Leconte fit appel à l’architecte Mansart de Sagonne : depuis 1745, celui-ci était en relation avec la famille, ayant acquis d’Augustin, une maison sise à Paris, rue Comtesse-d’Artois (Montorgeuil), moyennant le versement d’une rente viagère. Par ailleurs, Claude-François se trouvait être à Paris, le voisin de l’hôtel de Sagonne, rue des Tournelles, demeure familiale des Mansart depuis Jules Hardouin, ainsi que celui de la comtesse d’Argenson, Anne Larcher, dont l’hôtel familial se trouvait être de l’autre côté de l’hôtel de Sagonne. Il se trouve également qu’en 1752, la comtesse faisait procéder à la reconstruction de sa petite maison de Montreuil à Versailles, dite Maison des musiciens italiens par le dernier Mansart et Nicolas Pineau. On retrouve en effet les agrafes identiques de celui-ci sur les deux maisons. Rappelons enfin que l’inventaire après décès de Claude-François en 1787 expose expressément que « (...)pendant sa communauté, il a fait reconstruire entièrement la Maison qui lui appartenait à Jossigny » et que le seul nom d’architecte figurant dans cet inventaire est celui de Mansart de Sagonne.
À la mort de Claude-François, le 15 septembre 1787, le château revint à son fils aîné, Claude-Eléonor. Il échut au XIXe siècle par alliance à la famille De Roig. Le baron Guy-François en fit don à l’État en 1949, conservant l’usufruit jusqu’à sa mort en 1975. Depuis ce temps, le château relève du Centre des monuments nationaux et de la conservation du château de Champs-sur-Marne.
Le château, ainsi que les façades et toitures des dépendances, le parc et les allées, font l’objet d’un classement au titre des monuments historiques depuis le 23 décembre 1942.

## Description

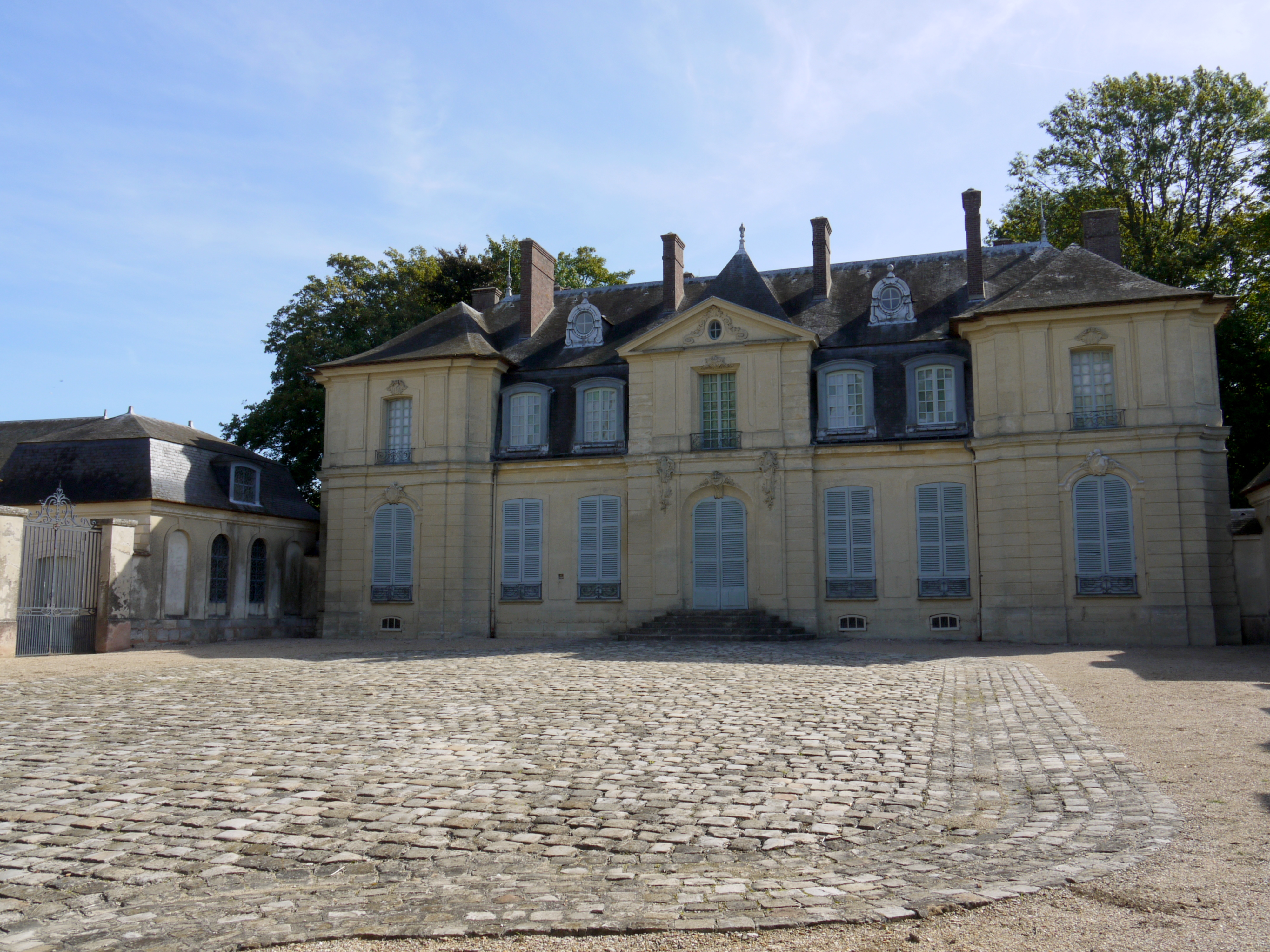
Le château de Jossigny.

Le château actuel reprend en grande partie la disposition des bâtiments du château XVIIe siècle, à savoir trois pavillons pour le logis principal, augmenté de deux pavillons latéraux pour la chapelle, à gauche, et la cuisine, à droite. La cour est bordée, de part et d’autre, d’une orangerie à droite, au sud, et des écuries, à gauche, donnant sur la basse-cour latérale autour de laquelle s’organise le reste des communs.
Pour les élévations, Mansart de Sagonne s’était inspiré, sur les 70 propositions de l'architecte Charles-Étienne Briseux (L’Art de bâtir les maisons de campagne (2 vols., 1743)) de la planches 25 pour la façade de la cour d'entrée et de la planche 29 pour la façade du côté du jardin. Il ne s’était pas livré à une copie servile mais à une interprétation capable de satisfaire son client. On retrouve de part et d’autre le goût caractéristique de Mansart de Sagonne par les façades à pans concaves et convexes, telles la maison des dames de Saint-Chaumont à Paris (1734), l’église Saint-Louis (1742–1754) ou l’hôtel de Mannevillette à Versailles (1746). L’influence de cet hôtel est notable dans la formulation des tables et bandeau profilé au-dessus des croisées du rez-de-chaussée. Très caractéristique des chinoiseries et du goût pittoresque de la période rocaille, est la couverture en pagode du pavillon central, laquelle fait écho à la décoration chinoise composé par Pineau pour le salon en rez-de-chaussée. Tout aussi pittoresque est le fronton brisé de cet avant-corps, agrémenté d’un œil-de-bœuf entre les volutes.
D’une manière générale, la forme des couvertures tout comme le dessin du bâtiment avaient conduit certains à évoquer l’hypothèse d’un architecte allemand, du fait des origines germaniques de l’épouse de Claude-François Leconte des Graviers, Marie-Eléonore Wiebbeking. Or Mansart de Sagonne était précisément marqué à cette époque par ces influences en tant que « surintendant des bâtiments de S.A.S. le duc régnant des Deux-Ponts, prince palatin du Rhin », Christian IV (°1722 – †1775), dont témoignent également les projets de l’architecte pour l’hôtel de ville de Marseille (1748–1752). On retrouve dans ces élévations, le goût très profond chez Mansart de Sagonne d’une architecture fortement plastique et bien profilée, conforme à la tradition Mansart, où le jeu des sallies et des décrochements, combiné à l’alternance des parties planes, convexes et concaves, se développe à l’infini, prenant soin parallèlement de hierarchiser chaque partie suivant les niveaux, qu’elles soient sur cour ou sur jardin. Ce jeu subtil des élévations, qui requiert une attention minutieuse, témoigne de la virtuosité de l’architecte et de celle à laquelle était parvenue le style rocaille au milieu du XVIIIe siècle, au moment où l’architecture française s’apprêtait à s’engager vers les voies plus rigoureuses du néo-classicisme.
L’application du traité de Briseux ne se limita pas aux seules élévations. Pour la distribution intérieure, Mansart de Sagonne repris les planches 62–63 et 69–70 du traité. Comme le souhaitait l’auteur, le rez-de-chaussée fut privilégié à l’étage noble. Dans ce dernier, on retrouve le long corridor longitudinal de Briseux, lequel reprenait une disposition déjà employée par Hardouin-Mansart au château-neuf de Meudon (1706). La boucle était bouclée. La marque de Mansart de Sagonne est particulièrement évidente dans la disposition de l’escalier principal du côté des croisées sur cour. Les rampes en fer forgé rappellent ce que Mansart et Pineau avaient réalisé à l’hôtel de Marsilly, rue du Cherche-Midi, en 1739 pour son maître-maçon Claude Bonneau.